# ダイニホウシユウ
ダイニホウシユウとは、日本のアングロアラブ競走馬、種牡馬である。

## 解説
サラブレッドのクモハタを父に持つアングロアラブ系の馬で、昭和20年代後半に出走して、国営競馬のみで通算44勝を記録した。これは、現在もJRA（国営競馬含む）の記録となっている。
1950年、上田清次郎の持ち馬として、上田武司厩舎よりクモツバキの名前でデビューすると、旧年齢3歳時に7戦7勝を記録。旧4歳時に馬名をダイニホウシユウに改名し22戦18勝、旧5歳時に18戦12勝、旧6歳時に10戦7勝を記録した。そのうち、3歳から4歳にかけて13連勝、4歳時にも11連勝を記録している。
旧6歳の1953年5月に、地方競馬への転厩のために登録を抹消。地方競馬での戦績は不明な点が多いが、さらに6勝を追加して通算50勝に達したという。

## 引退後
引退後は種牡馬となり、ゼネラルパーク（アングロアラブ種、12戦11勝うちレコード5回の成績を残し、のちに種牡馬となる）などを出して成功し、1970年前半まで産駒が活躍していた。種牡馬引退後の動向については不明。

## 血統表
| ダイニホウシユウの血統（アラブ血量25.00% サラ ゲインズバラ系 / O'Bajan V 4×5=9.38%〈母母内〉） | ダイニホウシユウの血統（アラブ血量25.00% サラ ゲインズバラ系 / O'Bajan V 4×5=9.38%〈母母内〉） | ダイニホウシユウの血統（アラブ血量25.00% サラ ゲインズバラ系 / O'Bajan V 4×5=9.38%〈母母内〉） | （血統表の出典）               | （血統表の出典）               |
| 父 サラ クモハタ 1936 栗毛                                                                     | 父の父サラ *トウルヌソル Tournesol 1922 鹿毛                                                   | サラ Gainsborough                                                                              | サラ Bayardo                   | サラ Bayardo                   |
| 父 サラ クモハタ 1936 栗毛                                                                     | 父の父サラ *トウルヌソル Tournesol 1922 鹿毛                                                   | サラ Gainsborough                                                                              | サラ Rosedrop                  |                                |
| 父 サラ クモハタ 1936 栗毛                                                                     | 父の父サラ *トウルヌソル Tournesol 1922 鹿毛                                                   | サラ Soliste                                                                                   | サラ Prince William            | サラ Prince William            |
| 父 サラ クモハタ 1936 栗毛                                                                     | 父の父サラ *トウルヌソル Tournesol 1922 鹿毛                                                   | サラ Soliste                                                                                   | サラ Sees                      |                                |
| 父 サラ クモハタ 1936 栗毛                                                                     | 父の母サラ *星旗 Fairy Maiden 1924 栗毛                                                        | サラ Gnome                                                                                     | サラ Whisk Broom               | サラ Whisk Broom               |
| 父 サラ クモハタ 1936 栗毛                                                                     | 父の母サラ *星旗 Fairy Maiden 1924 栗毛                                                        | サラ Gnome                                                                                     | サラ Faiery Sprite             |                                |
| 父 サラ クモハタ 1936 栗毛                                                                     | 父の母サラ *星旗 Fairy Maiden 1924 栗毛                                                        | サラ Tuscan Maiden                                                                             | サラ Maiden Erlegh             | サラ Maiden Erlegh             |
| 父 サラ クモハタ 1936 栗毛                                                                     | 父の母サラ *星旗 Fairy Maiden 1924 栗毛                                                        | サラ Tuscan Maiden                                                                             | サラ Tuscan Red                |                                |
| 母 アア 第七玉盃 1937 鹿毛                                                                     | 母の父サラ *プライオリーパーク Priory Park 1922 鹿毛                                           | サラ Rocksavage                                                                                | サラ Rock Sand                 | サラ Rock Sand                 |
| 母 アア 第七玉盃 1937 鹿毛                                                                     | 母の父サラ *プライオリーパーク Priory Park 1922 鹿毛                                           | サラ Rocksavage                                                                                | サラ Manuka                    |                                |
| 母 アア 第七玉盃 1937 鹿毛                                                                     | 母の父サラ *プライオリーパーク Priory Park 1922 鹿毛                                           | サラ Chatham                                                                                   | サラ Darley Dale               | サラ Darley Dale               |
| 母 アア 第七玉盃 1937 鹿毛                                                                     | 母の父サラ *プライオリーパーク Priory Park 1922 鹿毛                                           | サラ Chatham                                                                                   | サラ Coronation Day            |                                |
| 母 アア 第七玉盃 1937 鹿毛                                                                     | 母の母アラ 禄盃ノ一 1927 鹿毛                                                                  | アラ *オーバーヤン五ノ六                                                                       | アラ O'Bajan V                 | アラ O'Bajan V                 |
| 母 アア 第七玉盃 1937 鹿毛                                                                     | 母の母アラ 禄盃ノ一 1927 鹿毛                                                                  | アラ *オーバーヤン五ノ六                                                                       | （不明）                       |                                |
| 母 アア 第七玉盃 1937 鹿毛                                                                     | 母の母アラ 禄盃ノ一 1927 鹿毛                                                                  | アラ 禄盃                                                                                      | アラ *コハイランラシード一ノ四 | アラ *コハイランラシード一ノ四 |
| 母 アア 第七玉盃 1937 鹿毛                                                                     | 母の母アラ 禄盃ノ一 1927 鹿毛                                                                  | アラ 禄盃                                                                                      | アラ *オーバーヤン五ノ七       |                                |